# Борьба за наркорынок в российском даркнете
Борьба́ за наркоры́нок в росси́йском даркне́те — кибервойна в российском даркнет-рынке продажи наркотиков, начавшаяся после закрытия в апреле 2022 года крупнейшего продавца Hydra. Борьба проявляется во взаимных кибератаках площадок и агрессивной рекламной кампанией.

## Хронология
В апреле 2022 года в Германии были закрыты серверы крупнейшего российского даркнет-рынка по продаже наркотиков Hydra. После этого события российские даркнет-рынки стали бороться за место лидера рынка, устраивая кибератаки друг на друга и используя агрессивную рекламу на улицах Москвы.
В июле 2022 года площадки Kraken и Solaris предупредили подписчиков своих telegram-каналов вывести любую криптовалюту, которая у них была, на форуме конкурирующей площадки RuTor. Через несколько дней RuTor подвергся кибератакам и был временно закрыт. Вскоре RuTor снова открылся и устроил кибератаку на площадку WayAway, опубликовав скриншоты взлома, утверждая, что безопасность WayAway слишком слаба, чтобы ей можно было доверять.
Осенью 2022 года реклама площадки Kraken появилась на одном из рекламных кубов в «Москва-Сити», что вызвало огромный скандал в обществе. В октябре даркнет-рынок Solaris атаковал Kraken, RuTor, Mega, BlackSprut и прочих конкурентов, воспользовавшись услугами российской хакерской группировки Killnet, которые позднее профинансировали армию России во вторжении России на Украину украденными у наркошопов деньгами. В декабре того же года автобус, обклеенный логотипами и QR-кодом даркнет-площадки Kraken, перекрыл движения на Арбате в Москве на несколько часов. В том же месяце молдавский стример и тиктокер Некоглай провёл стрим в футболке с изображением логотипа маркетплейса Mega, предлагая людям воспользоваться одноимённым легальным файлообменником, свою причастность к рекламе отрицая.
В том же году Black Sprut прибегнула к манипуляциям для приобретения рекламного размещения в Instagram-сториз у блогеров с миллионом подписчиков: эти блогеры продвигали «Спрут радио», обещая «достоверные свежие новости и подкасты», и предоставляли ссылки на поддельный сайт радиостанции, который перенаправлял пользователей на теневую платформу.
В январе 2023 года на Youtube появился канал «Мориарти». На нём неизвестный мужчина в чёрном костюме и маске представлялся создателем даркнет-рынка Mega, рассказывал о наркокартелях и рекламировал свою площадку. А в московском метро стали появляться объявления площадки Mega с QR-кодом для перехода на сайт. В том же месяце команда хакеров форума WayAway взломала платформу Solaris и присоединила его к Kraken. При включении сайта даркнет-рынка Solaris автоматически открывался сайт Kraken. В середине января в Google Play стали появляться личные android-приложения даркнет-рынков, после их удаления площадки стали размещать APK-файлы на скачивание приложения в своих telegram-каналах и площадках.
В феврале 2023 года на электронных билбордах Москвы стала появляться реклама площадки BlackSprut. На огромных вывесках была изображена женщина в футуристической маске и текст: «В поисках лучшего приходят ко мне».
22 марта 2024 года на фоне теракта в «Крокус Сити Холле» на Арбате был размещён перекрашенный фургон Ford Transit с QR-кодом, ведущим на зеркало даркнет-рынка Kraken, и колонками, громко рекламирующими сайт. Машина стояла несколько часов, пользуясь отвлечением спецслужб.
Эксперты, опрошенные изданием «Холод», считают, что монополистом на рынке никто не будет, так как это потребует много финансовых затрат и трудноосуществимо:
Магазины размещаются на нескольких площадках, так что каждая получает свой кусок пирога. Быть единственным — затратное мероприятие. Это подразумевает уничтожение конкурентов с помощью хакерских атак и физически, что шумно и дорого.